# Цилюрик Дем'ян
Дем'ян Цилюрик — український військовий діяч, полковник Армії УНР. У квітня-червні 1919 року — командир 3-го ім. Наливайка полку Запорізької групи Армії УНР.